# Revolución (estación)
Revolución es una de las estaciones que forman parte del Metro de la Ciudad de México, perteneciente a la Línea 2. Se ubica en el centro de la Ciudad de México, en la alcaldía Cuauhtémoc.

## Información general
El nombre hace referencia a su cercanía con el Monumento a la Revolución Mexicana y su símbolo es la silueta de este monumento. El Monumento a la Revolución fue construido en 1938 por el arquitecto Carlos Obregón Santacilia aprovechando la estructura central del inconcluso Palacio Legislativo de Émile Bénard.

### Afluencia
En 2014 la estación presentó una afluencia promedio anual de 20,926 personas.
| Tipo de día   | Afluencia promedio |
| ------------- | ------------------ |
| Día laboral   | 23 352             |
| Fin de semana | 15 685             |
| Día festivo   | 13 548             |
| Total anual   | 20 926             |

La siguiente tabla muestra la afluencia de la estación en los últimos 10 años:
| Afluencia Anual de Pasajeros | Afluencia Anual de Pasajeros | Afluencia Anual de Pasajeros | Afluencia Anual de Pasajeros | Afluencia Anual de Pasajeros | Afluencia Anual de Pasajeros |
| ---------------------------- | ---------------------------- | ---------------------------- | ---------------------------- | ---------------------------- | ---------------------------- |
| Año                          | Afluencia                    | A Diario                     | Ranking                      | Incremento                   | Ref.                         |
| 2024                         | -                            | -                            | -                            | -                            |                              |
| 2023                         | 8,662,849                    | 23,733                       | 35°/187                      | +25.64%                      | [ 3 ]                        |
| 2022                         | 6,895,149                    | 18,890                       | 48°/175                      | +53.39%                      | [ 4 ]                        |
| 2021                         | 4,495,227                    | 12,315                       | 62°/195                      | -16.88%                      | [ 5 ]                        |
| 2020                         | 5,408,333                    | 14,776                       | 53°/195                      | -49.81%                      | [ 6 ]                        |
| 2019                         | 10,775,619                   | 29,522                       | 44°/195                      | -0.88%                       | [ 7 ]                        |
| 2018                         | 10,871,623                   | 29,785                       | 43°/195                      | +2.71%                       | [ 8 ]                        |
| 2017                         | 10,584,664                   | 28,999                       | 44°/195                      | +1.29%                       | [ 9 ]                        |
| 2016                         | 10,450,175                   | 28,552                       | 47°/195                      | +64.04%                      | [ 10 ]                       |
| 2015                         | 6,370,493                    | 17,453                       | 102°/195                     | -29.51%                      | [ 11 ]                       |

## Conectividad

### Salidas
- Calzada México - Tenochtitlan y Avenida Ponciano Arriaga, Colonia Tabacalera.
- Calzada México - Tenochtitlan esquina con Bernardino de Sahagún, Colonia Buenavista.
- Calzada México - Tenochtitlan casi esquina con Avenida de los Insurgentes, Colonia Buenavista.

### Conexiones
Existen conexiones con las estaciones y paradas de diversos sistemas de transporte:
- Líneas 1 y 4 del Metrobús.

## Sitios de interés
- Frontón México
- Museo Nacional de San Carlos